# نظر أباد إفتخار
نظر أباد إفتخار هي قرية في مقاطعة أرومية، إيران. عدد سكان هذه القرية هو 151 في سنة 2006.